# Ichneumon brunneicauda
Ichneumon brunneicauda är en stekelart som först beskrevs av Joseph Augustine Cushman 1938.  Ichneumon brunneicauda ingår i släktet Ichneumon och familjen brokparasitsteklar. Inga underarter finns listade i Catalogue of Life.